# Gallegos del Río
Gallegos del Río é um município da Espanha na província de Zamora, comunidade autónoma de Castela e Leão, de área 78 km² com população de 707 habitantes (2007) e densidade populacional de 9,60 hab/km².

## Demografia
| Variação demográfica do município entre 1991 e 2004 | Variação demográfica do município entre 1991 e 2004 | Variação demográfica do município entre 1991 e 2004 | Variação demográfica do município entre 1991 e 2004 |
| --------------------------------------------------- | --------------------------------------------------- | --------------------------------------------------- | --------------------------------------------------- |
| 1991                                                | 1996                                                | 2001                                                | 2004                                                |
| 1042                                                | 933                                                 | 801                                                 | 749                                                 |